# زولتان نوریزانی
زولتان نوریزانی (ارمنی: Զոլտան Նուրիջանի؛ مجاری: Zoltán Nuridsány؛ ۲۲ اوت ۱۹۲۵ – ۲۲ مهٔ ۱۹۷۴) نقاش ارمنی‌تبار اهل مجارستان بود.

## زندگی‌نامه
وی در ۲۲ اوت ۱۹۲۵ در ترگو مورش از پدری ارمنی (اهل آنی) و مادری مجاری به دنیا آمد  وی در ۲۲ مهٔ ۱۹۷۴ در سن ۴۸ سالگی در دبرتسن درگذشت.
در سال ۲۰۰۰ نمایشگاه نوریزانی در نگارخانه ملی ارمنستان افتتاح شد.